# Pulchralata
Pulchralata là một chi bướm đêm thuộc họ Geometridae.